# Ẩ
Ẩ, ẩ – litera rozszerzonego alfabetu łacińskiego, powstała poprzez połączenie litery A z hakiem i cyrkumfleksem. Wykorzystywana jest w języku wietnamskim. Oznacza dźwięk [ə˧˩˧], tj. szwę wymawianą z tonem hỏi (opadająco-wznoszącym).

## Kodowanie
| Znak                   | Ẩ                                                     | Ẩ                                                     | ẩ                                             | ẩ                                             |
| ---------------------- | ----------------------------------------------------- | ----------------------------------------------------- | --------------------------------------------- | --------------------------------------------- |
| Nazwa w Unikodzie      | Latin capital letter A with circumflex and hook above | Latin capital letter A with circumflex and hook above | Latin letter A with circumflex and hook above | Latin letter A with circumflex and hook above |
| Kodowanie              | dziesiątkowo                                          | szesnastkowo                                          | dziesiątkowo                                  | szesnastkowo                                  |
| Unicode                | 7848                                                  | U+1EA8                                                | 7849                                          | U+1EA9                                        |
| UTF-8                  | 225 186 168                                           | e1 ba a8                                              | 225 186 169                                   | e1 ba a9                                      |
| Odwołania znakowe SGML | &#7848;                                               | &#x1EA8;                                              | &#7849;                                       | &#x1EA9;                                      |